# Bäckpärlemorfjäril
Bäckpärlemorfjäril (Boloria thore) är en fjärilsart som först beskrevs av Jacob Hübner 1803.  Bäckpärlemorfjäril ingår i släktet Boloria, och familjen praktfjärilar. I Sverige betraktas arten som livskraftig. Enligt den finländska rödlistan är arten nära hotad i Finland. Arten är reproducerande i Sverige. Artens livsmiljö är strandängar vid sötvatten. Det latinska namnet "thore" syftar på asaguden Tor.

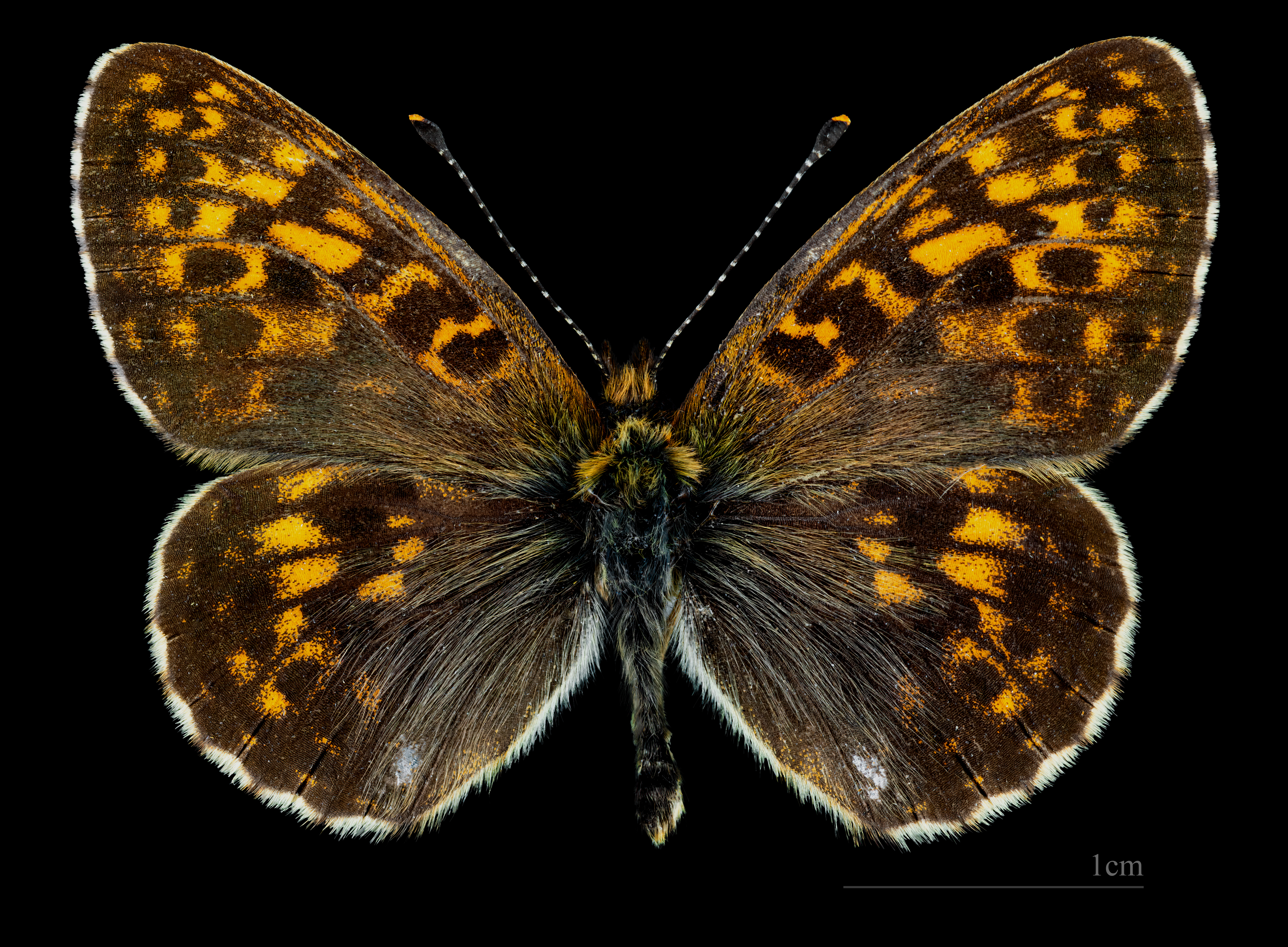
♂
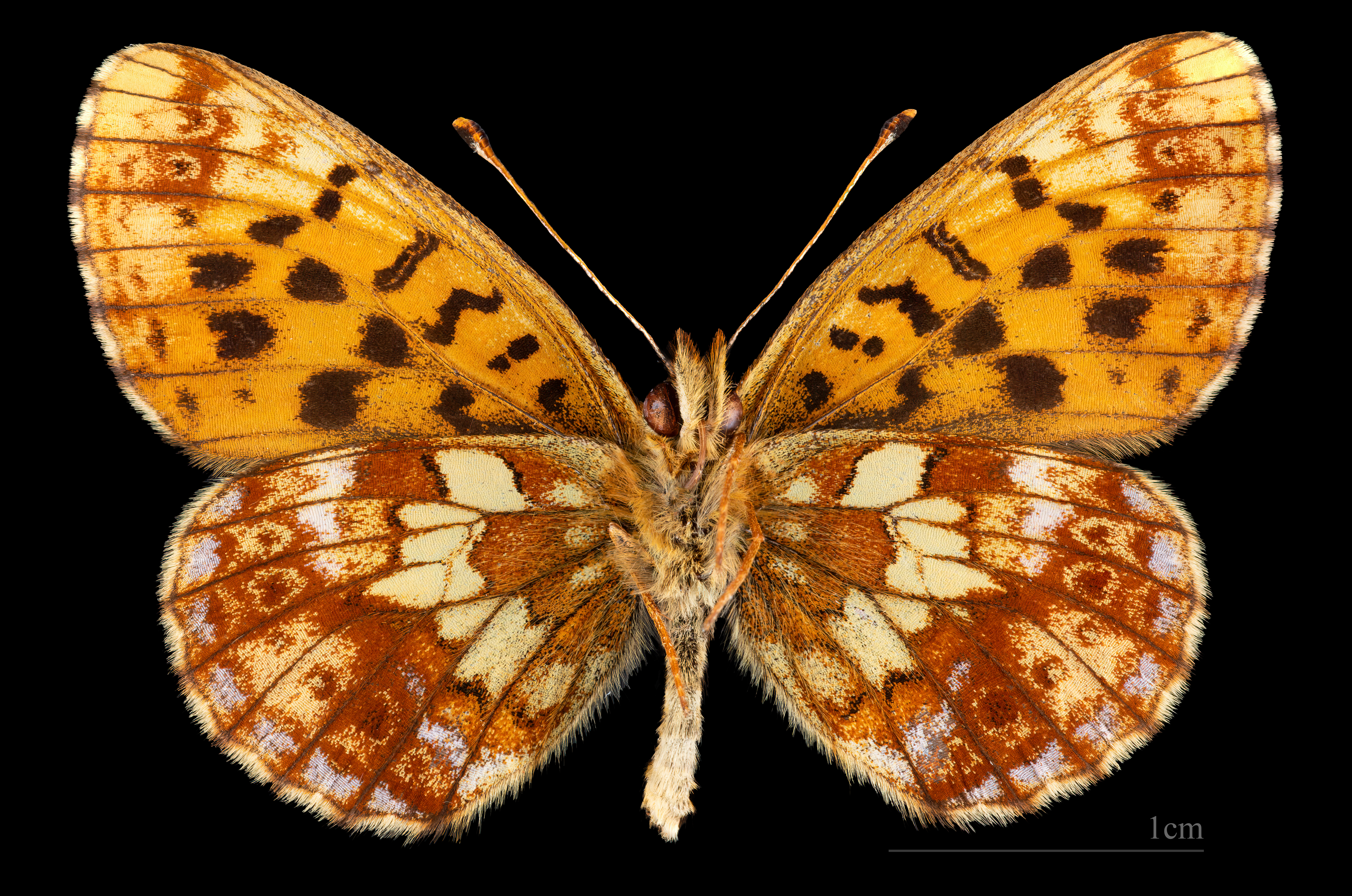
♂ △